# شرارت (فیلم ۲۰۱۳)
شرارت (انگلیسی: Felony) فیلمی استرالیایی در سبک درام و جنایی است که در سال ۲۰۱۳ منتشر شد. از بازیگران آن می‌توان به جای کورتنی، جوئل اجرتون، ملیسا جرج، و تام ویلکینسون اشاره کرد.